# Myrianida dentalia
Myrianida dentalia är en ringmaskart som först beskrevs av Imajima 1966.  Myrianida dentalia ingår i släktet Myrianida och familjen Syllidae.
Artens utbredningsområde är Mexikanska golfen. Inga underarter finns listade i Catalogue of Life.